# Philipp Kanske
Philipp Kanske (* 1980 in Dresden) ist ein deutscher Psychologe und Neurowissenschaftler. Er ist Professor an der Technischen Universität Dresden. Seine Forschungsschwerpunkte sind die neuronalen Grundlagen von Emotion, Emotionsregulation und Emotionsverstehen (Empathie, Perspektivenübernahme) sowie deren Veränderungen bei psychischen Störungen. Philipp Kanske war von 2019 bis 2020 Sprecher der Jungen Akademie.

## Leben
Kanske studierte mit Stipendien des Evangelischen Studienwerk Villigst und der Fulbright-Kommission Psychologie an der Technischen Universität Dresden und der University of Oregon. 2008 promovierte er mit summa cum laude an der Universität Leipzig. Als wissenschaftlicher Mitarbeiter war er danach am Zentralinstitut für Seelische Gesundheit in Mannheim und der Ruprecht-Karls-Universität Heidelberg tätig, an der er sich 2014 habilitierte. Von 2012 bis 2017 war er Gruppenleiter am Max-Planck-Institut für Kognitions- und Neurowissenschaften in Leipzig. Seit 2017 leitet er die Professur für Klinische Psychologie und Behaviorale Neurowissenschaft an der Technischen Universität Dresden. Kanske ist Psychologischer Psychotherapeut.

## Auszeichnungen
- 2024 – 2028 ERC Consolidator Grant "INTERACT - The interplay of neural networks enabling social interaction" des European Research Council
- 2017 – Heinz Maier-Leibnitz-Preis der Deutschen Forschungsgemeinschaft
- 2015 – Aufnahme in die Junge Akademie an der Berlin-Brandenburgischen Akademie der Wissenschaften und der Nationalen Akademie der Wissenschaften Leopoldina
- 2013 – Lilly Young Investigator Fellowship in Bipolar Disorder der International Conference on Bipolar Disorder
- 2013 – Young Investigator Award der European Brain and Behaviour Society
- 2013 – „Rising Star“ der Association for Psychological Science
- 2012 – Jungwissenschaftlerpreis der Deutschen Gesellschaft für Psychophysiologie und ihre Anwendung
- 2008 – Otto-Hahn-Medaille der Max-Planck-Gesellschaft

## Veröffentlichungen
Eine vollständige Publikationsliste findet sich im Google-Scholar-Profil von Philipp Kanske.
- P. Kanske, J. Heissler, S. Schönfelder, A. Bongers, M. Wessa: How to regulate emotion? Neural networks for reappraisal and distraction. In: Cerebral Cortex. Band 21, Nr. 6, 2010, S. 1379–1388. doi:10.1093/cercor/bhq216
- P. Kanske, J. Heissler, S. Schönfelder, M. Wessa: Neural correlates of emotion regulation deficits in remitted depression: the influence of regulation strategy, habitual regulation use, and emotional valence. In: Neuroimage. Band 61, Nr. 3, 2012, S. 686–693. doi:10.1016/j.neuroimage.2012.03.089
- P. Kanske, S. Schönfelder, J. Forneck, M. Wessa: Impaired regulation of emotion: neural correlates of reappraisal and distraction in bipolar disorder and unaffected relatives. In: Translational psychiatry. Band 5, Nr. 1, 2015, S. e497. doi:10.1038/tp.2014.137
- P. Kanske, A. Böckler, F. M. Trautwein, T. Singer: Dissecting the social brain: Introducing the EmpaToM to reveal distinct neural networks and brain–behavior relations for empathy and Theory of Mind. In: Neuroimage. Band 122, 2015, S. 6–19. doi:10.1016/j.neuroimage.2015.07.082
- P. Kanske, A. Böckler, F. M. Trautwein, F. H. Parianen Lesemann, T. Singer: Are strong empathizers better mentalizers? Evidence for independence and interaction between the routes of social cognition. In: Social cognitive and affective neuroscience. Band 11, Nr. 9, 2016, S. 1383–1392. doi:10.1093/scan/nsw052
- P. Kanske: The social mind: disentangling affective and cognitive routes to understanding others. In: Interdisciplinary Science Reviews. Band 43, Nr. 2, 2018, S. 115–124. doi:10.1080/03080188.2018.1453243

## Belege
1. ↑  DFG - Deutsche Forschungsgemeinschaft - PD Dr. Philipp Kanske - Heinz Maier-Leibnitz-Preisträger 2017. Abgerufen am 18. Juni 2019.
2. ↑  Michaela Scharmatzinat: Prof. Dr. Philipp Kanske, Institutsdirektor. Abgerufen am 16. Februar 2022.
3. ↑  Präsidium - Die Junge Akademie. Abgerufen am 18. Juni 2019.
4. ↑  vollständige Publikationsliste

| Personendaten    | Personendaten                                 |
| ---------------- | --------------------------------------------- |
| NAME             | Kanske, Philipp                               |
| KURZBESCHREIBUNG | deutscher Psychologe und Neurowissenschaftler |
| GEBURTSDATUM     | 1980                                          |
| GEBURTSORT       | Dresden                                       |